# Тодор Шошев
Тодор Йовков Шошев е български общественик и стопански деец.

## Биография
Той е роден на 16 ноември 1918 г. в с. Свежен, Пловдивско. Завършва Държавния институт за слепи – София.
Тодов Шошев свири като контрабасист и в професионални оркестри от слепи музиканти. От 1959 г. до юни 1975 г. е зам.- председател на ССБ с ресор „Производствено-стопански въпроси“. Той е председател Съюза на слепите в България от юни 1975 до декември 1976 г. От 1977-1983 г. е директор на Дирекция „Капитално строителство и социално дело“ в централата на ССБ.
Автор е на сонети, статии и доклади. От 1984 г. е редактор на сп. Esperanta fajrero („Есперантска искра“) и председател на Секцията на слепите есперантисти до своята кончина – 24 май 1991 г. в София.